# بينينسولا
بينينسولا (بالإنجليزية: The Peninsula)‏ أي شبه الجزيرة ، صحيفة قطرية يومية إنجليزية سياسية جامعة.

## الموقع الرسمي
الموقع الرسمي لصحيفة بينينسولا القطرية 